# Слоение
Слоение — геометрическая конструкция в топологии: говорят, что на многообразии задано слоение размерности {\displaystyle p}, если многообразие «нарезано» (согласованным образом в окрестности каждой точки) на «слои» размерности {\displaystyle p}.
Наиболее изученными являются 1-мерные слоения, порождаемые траекториями неособых векторных полей на многообразии, и слоения коразмерности 1.
Понятие слоения естественным образом возникает, в том числе, в теории динамических систем: так, для гиперболических динамических систем имеются устойчивое и неустойчивое слоения.

## Формальное определение
Говорят, что на {\displaystyle n}-мерном многообразии {\displaystyle M} задано {\displaystyle p}-мерное слоение, если многообразие покрыто картами {\displaystyle U_{i}} с соответствующими координатными отображениями
{\displaystyle \varphi _{i}=(x_{i},\;t_{i})\colon U_{i}\to D^{p}\times D^{n-p},}
такими, что отображения переклейки имеют вид
{\displaystyle \varphi _{i}\circ \varphi _{j}^{-1}(x,\;t)=(F_{ij}(x,\;t),\;T_{ij}(t)).}
Иными словами, при переклейке вторая («трансверсальная») координата определяется только второй координатой.
В этом случае, рассматривается отношение эквивалентности, порождённое отношением {\displaystyle p\sim p'}, если в одной из карт вторые координаты точек {\displaystyle p} и {\displaystyle p'} совпадают. Класс эквивалентности точки {\displaystyle p} называется тогда слоем, проходящим через точку {\displaystyle p}.
Также, если какое-то (обычно, конечное, и всегда коразмерности, не меньшей 2) множество точек выбранными картами не покрывается, говорят, что задано особое слоение (или слоение с особенностями), а эти точки называют особыми точками слоения.

## Примеры
- Разбиение многообразия на траектории неособого векторного поля задаёт на нём одномерное слоение.
- Любое (локально тривиальное) расслоение автоматически является слоением.
- Если задано действие фундаментальной группы многообразия {\displaystyle M} на многообразии {\displaystyle N},

{\displaystyle h\colon \pi _{1}(M)\to \mathrm {Diff} (N),}
то по нему строится надстройка — слоение, динамика отображений голономии которого моделирует это действие. А именно, декартово произведение универсальной накрывающей над {\displaystyle M} и {\displaystyle N}, — многообразие {\displaystyle {\tilde {M}}\times N} — с «горизонтальным» слоением на нём факторизуется по «диагональному» действию фундаментальной группы:
{\displaystyle \gamma (x,\;y)=(\gamma .x,\;h(\gamma )(y)).}
Поскольку это действие сохраняет горизонтальное слоение, это слоение опускается на фактор, задавая искомую надстройку.
- {\displaystyle p}-форма, в каждой точке многообразия удовлетворяющая критерию Фробениуса интегрируемости поля плоскостей, задаёт {\displaystyle p}-мерное слоение этого многообразия;
- полиномиальное векторное поле в {\displaystyle \mathbb {C} ^{n}} задаёт особое двумерное слоение.

## Касательное и нормальное расслоение слоения
Касательное расслоение тотального многообразия слоения обладает подрасслоением, векторы которого касаются слоев, — это касательное расслоение слоения. Соответствующее фактор-расслоение называется нормальным расслоением слоения.
Слоение называется ориентированным, если ориентировано его нормальное расслоение. Заметим, что ни тотальное
многообразие, ни слои ориентированного слоения не обязаны быть хотя бы ориентируемыми.
Слоение называется оснащенным, если его нормальное расслоение тривиально и наделено определенной тривиализацией.

## Свойства
- Теорема Новикова утверждает, что у всякого двумерного слоения трёхмерной сферы имеется компактный слой.
- Хэфлигер доказал, что для всякого некомпактного слоя слоения коразмерности один на компактном многообразии найдётся пересекающая этот слой трансверсальная к слоению окружность.